# Tour D2
Tour D2 (fr. Wieża D2 lub Wieżowiec D2) – drapacz chmur o wysokości 171 m znajdujący się w Courbevoie, w biznesowym dystrykcie aglomeracji paryskiej - La Défense.

## Opis
Jego budowę rozpoczęto w 2011 i trwała ona do 2014. Oddano go do użytku 27 stycznia 2015. Budynek wykorzystywany jest do celów biurowych. Na jego dachu znajduje się publiczny ogród.
W 2014 wieżowiec zdobył III miejsce, uważanej za najbardziej prestiżową, nagrody architektonicznej Emporis Skyscraper Award a w 2015 nagrodę ArchiDesignClub Award w kategorii biuro i nowy handel.

## Galeria

Tour D2
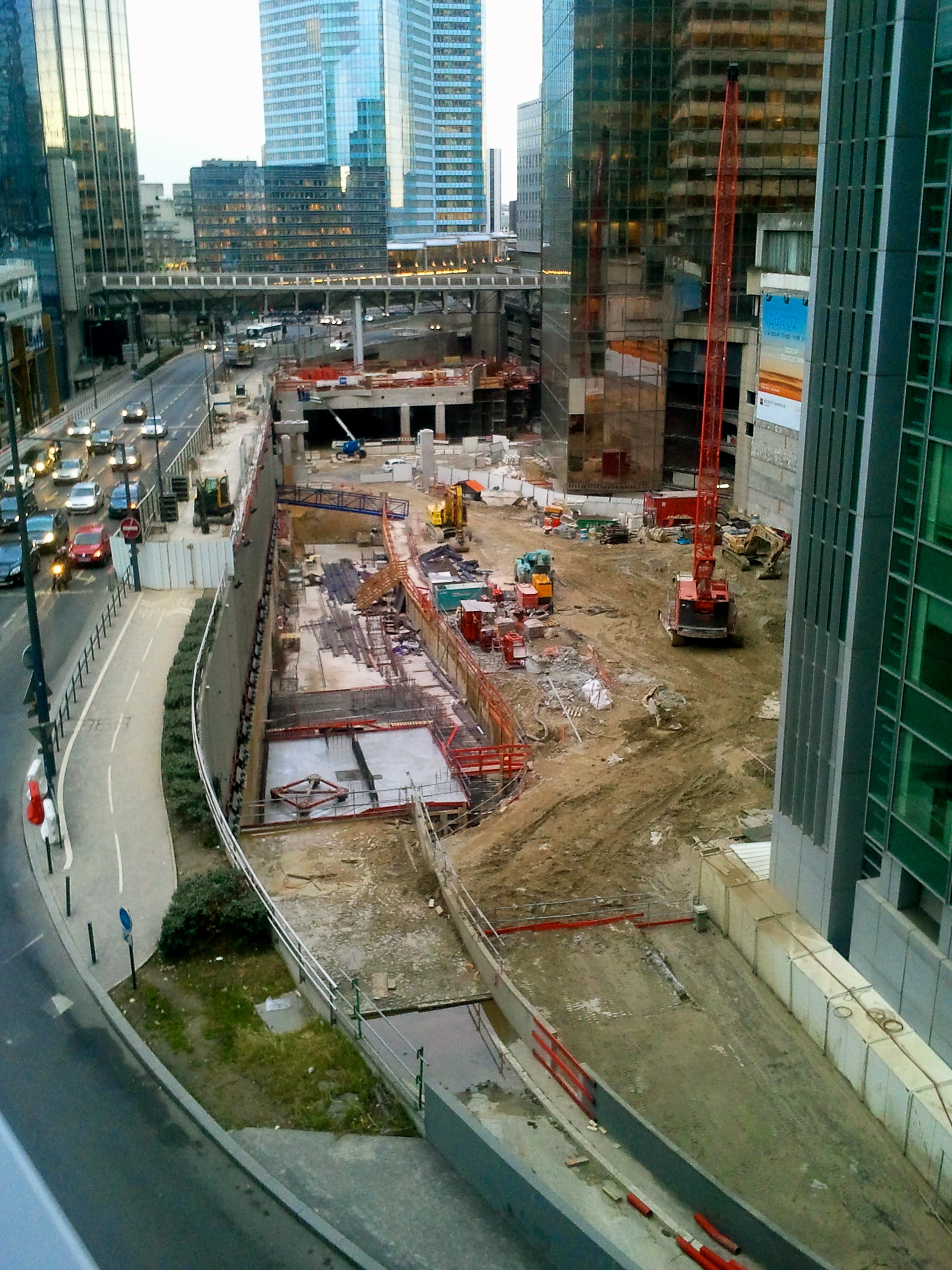
Wylewanie fundamentów, 2012
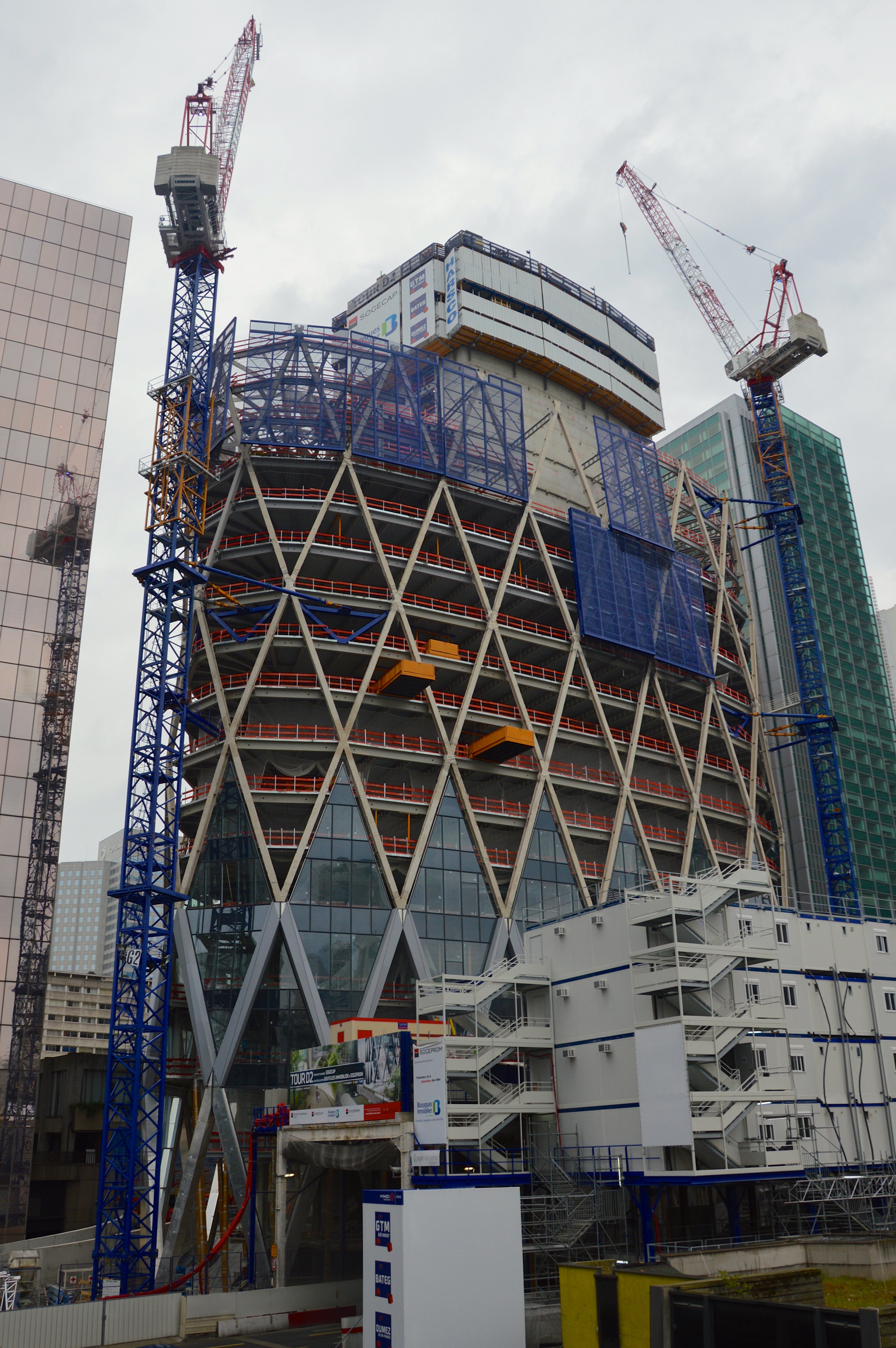
W trakcie budowy, 2013
Pod koniec budowy, 2014
Widok z przodu, 2018
Widok o zmierzchu, 2017
Widok z przodu, 2020
Wierzchołek w nocy, 2015